# Roberto y Jaime: sesiones con Emilia
Roberto y Jaime: sesiones con Emilia es un disco de Roberto González, Jaime López y Emilia Almazán lanzado en 1980.

## Antecedentes
A finales de los años 80 se produjo en la Ciudad de México un movimiento de artistas musicales dedicados a la producción de canción de autor. Por entonces el rock se encontraba vetado de espacios artísticos y mediáticos por el gobierno de México. Las corrientes musicales no asumidas típicamente como rock tales como el folklorismo y la canción latinoamericana (el canto nuevo) lograron conservar espacios para presentarse como cafés, peñas y espacios culturales escolares como los de la Universidad Nacional Autónoma de México. Hacia los años 70 figuras de la escena folklorista-latinomericanista rechazaban a músicos de rock por considerarlos imperialistas. A finales de los años 80 dicha postura se flexibiliza y comienza la participación de músicos de ambos géneros en conciertos y proyectos comunes así como la creación de fusiones que consideraran tanto al rock como al folklorismo-latinoamericanismo.
En ese contexto, uno de los espacios que consiguieron permisos oficiales para operar fue el Foro Tlalpan, del cineasta y documentalista Sergio García Michel sitio donde se presentaban artistas como Guillermo Briseño, José Cruz, Jaime López, Maru Enríquez, Jorge Luis "Cox" Gaitán, Roberto González, Arturo Cipriano, Salvador El Negro Ojeda y Cecilia Toussaint, entre otros, colocando los cimientos para algunas expresiones musicales de la siguiente década. Entre los artistas que integraban este grupo se formaban proyectos diferentes como Arrieros somos de José Cruz y Jaime López. 
Este último con Roberto González y Emilia Almazán habían conformado de 1978 a 1979 el grupo Un viejo amor tras conocerse en la Peña El Nahual. Algunas de las canciones de este grupo fueron retomadas en el disco.

## Producción
La producción corrió a cargo de Modesto López para el sello discográfico del Partido Socialista Unificado Mexicano, Discos Fotón. Posteriormente López fundaría el sello Ediciones Pentagrama, quien lo reeditó en disco compacto.

## Contenido
El disco canciones con letras de los tres artistas, Roberto González, Jaime López y Emilia Almazán. «El huerto» se convertiría en una de las canciones más relevante de González; Jaime López por su parte proseguiría integrando algunas de las canciones del disco en su repertorio como «Los Rolling Stones nos culparían» o «En toda la extensión de la palabra amor». 
Musicalmente, Sesiones con Emilia se basa en canciones con voz y guitarras acústicas pero incluyó influencias del rock, el blues y el folk estadounidense fusionados con elementos del canto nuevo y el canto de protesta.

## Recepción
Roberto y Jaime: sesiones con Emilia marcaría una diferencia en los géneros musicales que incluyó e influiría en propuestas artísticas posteriores como el Movimiento rupestre. Su propuesta artística motivaría a buscar "ese nuevo camino formal y conceptual, que implicaba la mezcla del folk anglosajón y el canto nuevo".
La banda española de punk-rock Disidencia grabó en el 2008 un cover de la canción "El huerto", que nombró ¿Con qué fin?

## Listado de canciones
| Roberto y Jaime: sesiones con Emilia |                                           |                               |          |  |
| N.º                                  | Título                                    | Escritor(es)                  | Duración |  |
| 1.                                   | «La soga»                                 | Jaime López, Roberto González | 2:36     |  |
| 2.                                   | «Satisfaga sus deseos»                    | Roberto González              | 1:45     |  |
| 3.                                   | «El seguramente»                          | Jaime López                   | 2:59     |  |
| 4.                                   | «Mi libertad»                             | Roberto González              | 2:14     |  |
| 5.                                   | «En toda la extensión de la palabra amor» | Jaime López                   | 3:17     |  |
| 6.                                   | «De carne y hueso»                        | Emilia Almazán, Jaime López   | 2:44     |  |
| 7.                                   | «Morir como mueres hoy»                   | Jaime López                   | 2:37     |  |
| 8.                                   | «El palacio de los espejos»               | Roberto González              | 2:00     |  |
| 9.                                   | «Quítame tus ojos de la vista»            | Jaime López                   | 3:04     |  |
| 10.                                  | «Un mexicano que sabe lo que quiere»      | Roberto González              | 1:55     |  |
| 11.                                  | «Los Rolling Stones nos culparían»        | Jaime López                   | 4:04     |  |
| 12.                                  | «El huerto»                               | Roberto González              | 1:59     |  |

## Créditos y personal
- Emilia Almazán - voz, guitarra
- Jaime López - voz, guitarra, bajo, armónica
- Roberto González - voz, guitarra, bajo
- Marco Antonio Silva - batería